# 皮埃尔拉特雷什
皮埃尔拉特雷什（法語：Pierre-la-Treiche，法語發音：[pjɛʁ la tʁɛʃ]）是法国默尔特-摩泽尔省的一个市镇，位于该省西南部，属于图勒区。

## 地理
皮埃尔拉特雷什（48°38'34"N, 5°55'48"E）面积12.85 平方千米，位于法国大東部大區默尔特-摩泽尔省，该省份为法国东北部内陆省份，是洛林的一部分，北邻比利时、卢森堡，北起顺时针与摩泽尔省、下莱茵省、孚日省和默兹省接壤。
与皮埃尔拉特雷什接壤的市镇（或旧市镇、城区）包括：比克莱、摩泽尔河畔绍德内、塞克塞欧福日、维莱勒塞克。

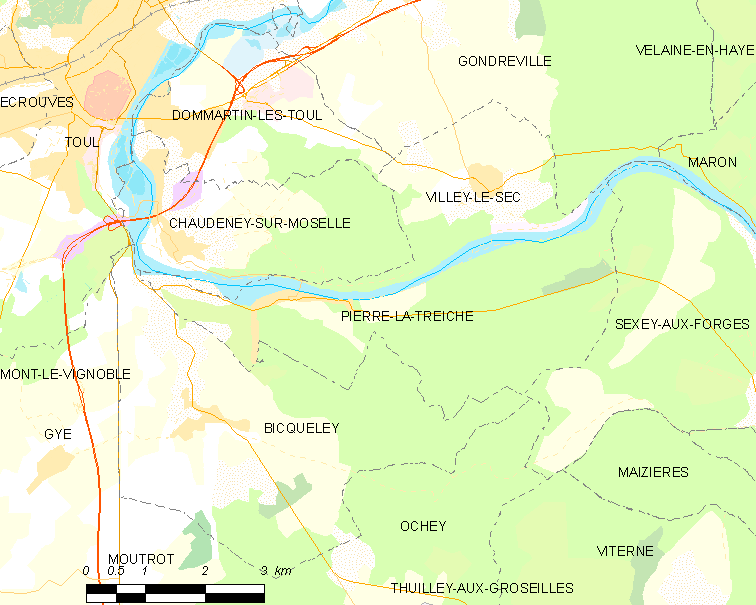
皮埃尔拉特雷什的OSM定位图

皮埃尔拉特雷什的时区为UTC+01:00、UTC+02:00（夏令时）。

## 行政
皮埃尔拉特雷什的邮政编码为54200，INSEE市镇编码为54426。

## 政治
皮埃尔拉特雷什所属的省级选区为图勒县。

## 人口

1962-2008年间皮埃尔拉特雷什人口变化图示

皮埃尔拉特雷什于2022年1月1日时的人口数量为474人。